# Олдер (Вашингтон)
Олдер (англ. Alder) — переписна місцевість (CDP) в США, в окрузі Пірс штату Вашингтон. Населення — 212 особи (2020).

## Географія
Олдер розташований за координатами 46°47′20″ пн. ш. 122°15′57″ зх. д. / 46.78889° пн. ш. 122.26583° зх. д. (46.788923, -122.265707).  За даними Бюро перепису населення США в 2010 році переписна місцевість мала площу 8,39 км², з яких 8,32 км² — суходіл та 0,07 км² — водойми.

## Демографія
Згідно з переписом 2010 року, у переписній місцевості мешкало 227 осіб у 86 домогосподарствах у складі 66 родин. Густота населення становила 27 осіб/км².  Було 105 помешкань (13/км²).
Расовий склад населення:
| - 94,7 % — білих - 1,8 % — корінних американців - 0,9 % — чорних або афроамериканців - 0,4 % — азіатів |

До двох чи більше рас належало 2,2 %. Частка іспаномовних становила 3,5 % від усіх жителів.
За віковим діапазоном населення розподілялося таким чином: 20,3 % — особи молодші 18 років, 71,3 % — особи у віці 18—64 років, 8,4 % — особи у віці 65 років та старші. Медіана віку мешканця становила 44,9 року. На 100 осіб жіночої статі у переписній місцевості припадало 97,4 чоловіків;  на 100 жінок у віці від 18 років та старших — 110,5 чоловіків також старших 18 років.
Цивільне працевлаштоване населення становило 27 осіб. Основні галузі зайнятості: освіта, охорона здоров'я та соціальна допомога — 100,0 %.